# Wormskonkordatet
Wormskonkordatet, også kaldet Pactum Calixtinum af historikere, var et konkordat mellem pave Calixtus 2. og den tysk-romerske kejser Henrik 5. den 23. september 1122 ved byen Worms. Konkordatet afsluttede den første periode med strid mellem kongemagt og paven.
Konkordatet blev et kompromis, som paven i det lange løb kom til at tabe mest på. I andre lande skulle biskopper vælges på sædvanlig vis, men i Tyskland fik kejseren vetoret. Dette kom særligt frem gennem den såkaldte investitur (konflikten blev kaldt investiturstriden), hvor biskoppen fik bispering og bispestav af kongen og ikke af den, som forrettede messen, normalt en anden biskop.
Wormskonkordatet blev bekræftet af Calixtus II under det første Laterankoncil i 1123.
Baggrunden for, at paven gik med til dette konkordat, kan være kejserens store magt på denne tid, da indholdet i konkordatet både politisk og kirkeretsligt er ganske tvivlsomt.